# Hematohydrozja

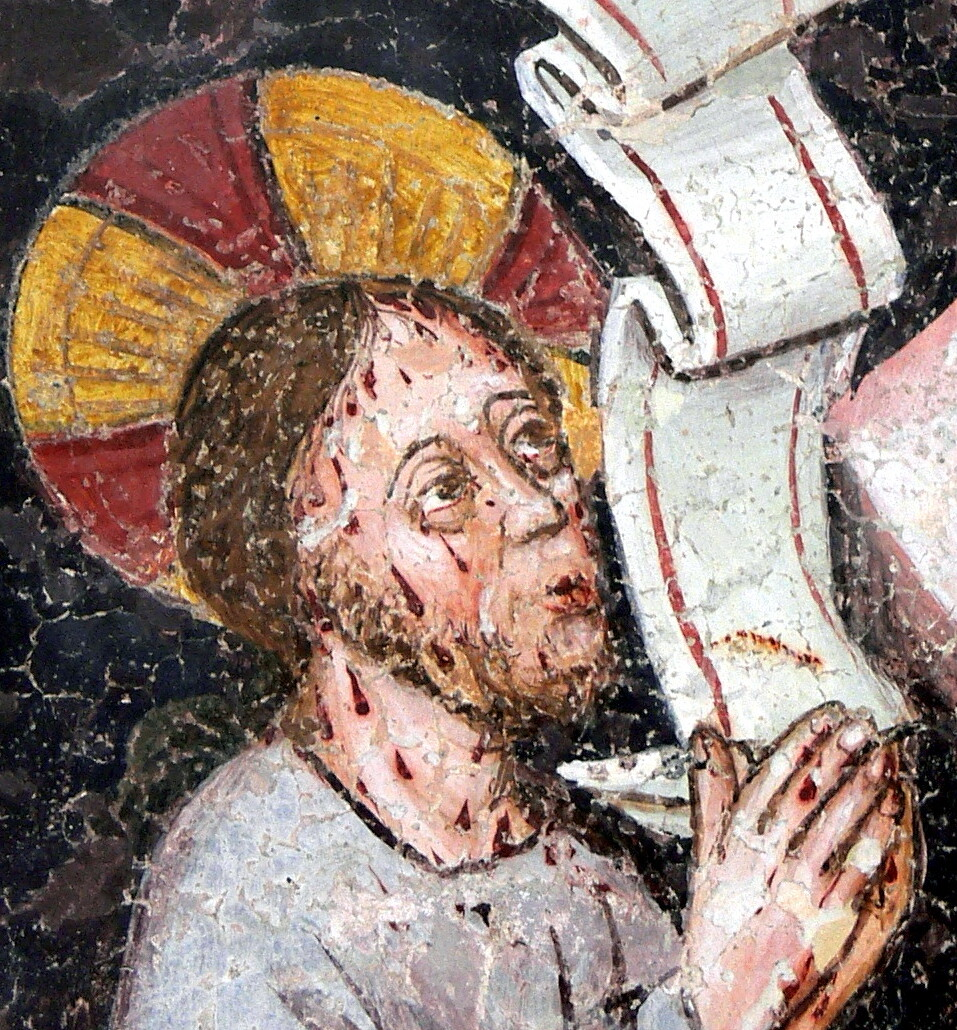
Jezus w Ogrójcu

Hematohydrozja – rzadki objaw kliniczny polegający na poceniu się krwią. Zachodzi na skutek pękania naczyń włosowatych zaopatrujących gruczoły potowe w warunkach silnego stresu fizycznego lub psychicznego.
Prawdopodobny historyczny opis przypadku hematohydrozji znajduje się w Biblii. Według Ewangelii Łukasza (22,44) w Ogrójcu Jezus Chrystus świadomy swej nieodległej śmierci podczas modlitwy pocił się krwią.

Pogrążony w udręce jeszcze usilniej się modlił, a Jego pot był jak gęste krople krwi, sączące się na ziemię.